# Мангдышире
Мангдышире — в мифологии алтайцев — богатырь Ульгеня, который был создан им для борьбы с Эрликом. Для создания этого богатыря Ульгень извлёк из камня сок, из которого сделал особый металл кулер (смесь чугуна с серебром), отчего Мангдышире стал крепче самого камня.
Ульгень наделил Мангдышире своей силой для борьбы с Эрликом. Сначала богатырь сверг под землю Керей-кана, потом Бий-Караша, а затем вступил в бой с самим Эрликом. Эрлик наслал на Мангдышире созданных им зверей — медведя, барсука и крота, творению которых последний препятствовал. Но Ульгень снабдил Мангдышире медным копьём, которым тот ранил Эрлика в правое плечо, и оно прошло сквозь его левое бедро. Мангдышире сбросил Эрлика с небес на землю, а его строения разрушил. Слуги Эрлика попадали вслед за ним и падали они кто куда: кто в воду, кто на горы, на скот, на деревья. И они становились духами-хозяевами тех мест, куда они падали. Имя Мангдышире восходит к божеству мудрости в северном буддизме бодхисаттве Манджушри, которого обычно изображали с книгой и мечом.
Согласно легендам, Мангдышире следит за опорой мироздания - одной или несколькими гигантскими рыбами (кер-балык), на которых Ульгень утвердил вселенную. Мангдышире на небесах держит аркан, которым под жабры зацеплена крюком центральная (главная) рыба.